# Convoi HX 12
Le convoi HX 12 est un convoi passant dans l'Atlantique nord, pendant la Seconde Guerre mondiale. Il part de Halifax au Canada le 12 décembre 1939 pour différents ports du Royaume-Uni et de la France. Il arrive à Liverpool le 27 décembre 1939.

## Composition du convoi
Ce convoi est constitué de 35 cargos :
- Royaume-Uni : 32 cargos
- États-Unis : 2 cargos
- France : 1 cargo

## L'escorte
Ce convoi est escorté en début de parcours par :
- les destroyers canadiens : NCSM Saguenay et NCSM Skeena
- le paquebot armé : RMS Ausonia
- le sous-marin français : Pasteur[4]

## Le voyage
Les deux destroyers canadiens font demi tour le 13 décembre. Le sous marin quitte l'escorte le 20 décembre et le paquebot le 25 décembre. Le 23 décembre, les destroyers britanniques HMS Walpole (en) et HMS Wanderer rejoignent le convoi jusqu'au 27 décembre.
Le convoi arrive sans problème.